# 1457
Portal Geschichte | Portal Biografien | Aktuelle Ereignisse | Jahreskalender | Tagesartikel

◄ |
14. Jahrhundert |
15. Jahrhundert
| 16. Jahrhundert | ►

◄ |
1420er |
1430er |
1440er |
1450er
| 1460er | 1470er | 1480er | ►

◄◄ |
◄ |
1453 |
1454 |
1455 |
1456 |
1457
| 1458 | 1459 | 1460 | 1461 | ► | ►►
Staatsoberhäupter  · Nekrolog
| Januar | Januar | Januar | Januar | Januar | Januar | Januar | Januar |
| Kw     | Mo     | Di     | Mi     | Do     | Fr     | Sa     | So     |
| ------ | ------ | ------ | ------ | ------ | ------ | ------ | ------ |
| 53     |        |        |        |        |        | 1      | 2      |
| 1      | 3      | 4      | 5      | 6      | 7      | 8      | 9      |
| 2      | 10     | 11     | 12     | 13     | 14     | 15     | 16     |
| 3      | 17     | 18     | 19     | 20     | 21     | 22     | 23     |
| 4      | 24     | 25     | 26     | 27     | 28     | 29     | 30     |
| 5      | 31     |        |        |        |        |        |        |

| Februar | Februar | Februar | Februar | Februar | Februar | Februar | Februar |
| Kw      | Mo      | Di      | Mi      | Do      | Fr      | Sa      | So      |
| ------- | ------- | ------- | ------- | ------- | ------- | ------- | ------- |
| 5       |         | 1       | 2       | 3       | 4       | 5       | 6       |
| 6       | 7       | 8       | 9       | 10      | 11      | 12      | 13      |
| 7       | 14      | 15      | 16      | 17      | 18      | 19      | 20      |
| 8       | 21      | 22      | 23      | 24      | 25      | 26      | 27      |
| 9       | 28      |         |         |         |         |         |         |

| März | März | März | März | März | März | März | März |
| Kw   | Mo   | Di   | Mi   | Do   | Fr   | Sa   | So   |
| ---- | ---- | ---- | ---- | ---- | ---- | ---- | ---- |
| 9    |      | 1    | 2    | 3    | 4    | 5    | 6    |
| 10   | 7    | 8    | 9    | 10   | 11   | 12   | 13   |
| 11   | 14   | 15   | 16   | 17   | 18   | 19   | 20   |
| 12   | 21   | 22   | 23   | 24   | 25   | 26   | 27   |
| 13   | 28   | 29   | 30   | 31   |      |      |      |

| April | April | April | April | April | April | April | April |
| Kw    | Mo    | Di    | Mi    | Do    | Fr    | Sa    | So    |
| ----- | ----- | ----- | ----- | ----- | ----- | ----- | ----- |
| 13    |       |       |       |       | 1     | 2     | 3     |
| 14    | 4     | 5     | 6     | 7     | 8     | 9     | 10    |
| 15    | 11    | 12    | 13    | 14    | 15    | 16    | 17    |
| 16    | 18    | 19    | 20    | 21    | 22    | 23    | 24    |
| 17    | 25    | 26    | 27    | 28    | 29    | 30    |       |

| Mai | Mai | Mai | Mai | Mai | Mai | Mai | Mai |
| Kw  | Mo  | Di  | Mi  | Do  | Fr  | Sa  | So  |
| --- | --- | --- | --- | --- | --- | --- | --- |
| 17  |     |     |     |     |     |     | 1   |
| 18  | 2   | 3   | 4   | 5   | 6   | 7   | 8   |
| 19  | 9   | 10  | 11  | 12  | 13  | 14  | 15  |
| 20  | 16  | 17  | 18  | 19  | 20  | 21  | 22  |
| 21  | 23  | 24  | 25  | 26  | 27  | 28  | 29  |
| 22  | 30  | 31  |     |     |     |     |     |

| Juni | Juni | Juni | Juni | Juni | Juni | Juni | Juni |
| Kw   | Mo   | Di   | Mi   | Do   | Fr   | Sa   | So   |
| ---- | ---- | ---- | ---- | ---- | ---- | ---- | ---- |
| 22   |      |      | 1    | 2    | 3    | 4    | 5    |
| 23   | 6    | 7    | 8    | 9    | 10   | 11   | 12   |
| 24   | 13   | 14   | 15   | 16   | 17   | 18   | 19   |
| 25   | 20   | 21   | 22   | 23   | 24   | 25   | 26   |
| 26   | 27   | 28   | 29   | 30   |      |      |      |

| Juli | Juli | Juli | Juli | Juli | Juli | Juli | Juli |
| Kw   | Mo   | Di   | Mi   | Do   | Fr   | Sa   | So   |
| ---- | ---- | ---- | ---- | ---- | ---- | ---- | ---- |
| 26   |      |      |      |      | 1    | 2    | 3    |
| 27   | 4    | 5    | 6    | 7    | 8    | 9    | 10   |
| 28   | 11   | 12   | 13   | 14   | 15   | 16   | 17   |
| 29   | 18   | 19   | 20   | 21   | 22   | 23   | 24   |
| 30   | 25   | 26   | 27   | 28   | 29   | 30   | 31   |

| August | August | August | August | August | August | August | August |
| Kw     | Mo     | Di     | Mi     | Do     | Fr     | Sa     | So     |
| ------ | ------ | ------ | ------ | ------ | ------ | ------ | ------ |
| 31     | 1      | 2      | 3      | 4      | 5      | 6      | 7      |
| 32     | 8      | 9      | 10     | 11     | 12     | 13     | 14     |
| 33     | 15     | 16     | 17     | 18     | 19     | 20     | 21     |
| 34     | 22     | 23     | 24     | 25     | 26     | 27     | 28     |
| 35     | 29     | 30     | 31     |        |        |        |        |

| September | September | September | September | September | September | September | September |
| Kw        | Mo        | Di        | Mi        | Do        | Fr        | Sa        | So        |
| --------- | --------- | --------- | --------- | --------- | --------- | --------- | --------- |
| 35        |           |           |           | 1         | 2         | 3         | 4         |
| 36        | 5         | 6         | 7         | 8         | 9         | 10        | 11        |
| 37        | 12        | 13        | 14        | 15        | 16        | 17        | 18        |
| 38        | 19        | 20        | 21        | 22        | 23        | 24        | 25        |
| 39        | 26        | 27        | 28        | 29        | 30        |           |           |

| Oktober | Oktober | Oktober | Oktober | Oktober | Oktober | Oktober | Oktober |
| Kw      | Mo      | Di      | Mi      | Do      | Fr      | Sa      | So      |
| ------- | ------- | ------- | ------- | ------- | ------- | ------- | ------- |
| 39      |         |         |         |         |         | 1       | 2       |
| 40      | 3       | 4       | 5       | 6       | 7       | 8       | 9       |
| 41      | 10      | 11      | 12      | 13      | 14      | 15      | 16      |
| 42      | 17      | 18      | 19      | 20      | 21      | 22      | 23      |
| 43      | 24      | 25      | 26      | 27      | 28      | 29      | 30      |
| 44      | 31      |         |         |         |         |         |         |

| November | November | November | November | November | November | November | November |
| Kw       | Mo       | Di       | Mi       | Do       | Fr       | Sa       | So       |
| -------- | -------- | -------- | -------- | -------- | -------- | -------- | -------- |
| 44       |          | 1        | 2        | 3        | 4        | 5        | 6        |
| 45       | 7        | 8        | 9        | 10       | 11       | 12       | 13       |
| 46       | 14       | 15       | 16       | 17       | 18       | 19       | 20       |
| 47       | 21       | 22       | 23       | 24       | 25       | 26       | 27       |
| 48       | 28       | 29       | 30       |          |          |          |          |

| Dezember | Dezember | Dezember | Dezember | Dezember | Dezember | Dezember | Dezember |
| Kw       | Mo       | Di       | Mi       | Do       | Fr       | Sa       | So       |
| -------- | -------- | -------- | -------- | -------- | -------- | -------- | -------- |
| 48       |          |          |          | 1        | 2        | 3        | 4        |
| 49       | 5        | 6        | 7        | 8        | 9        | 10       | 11       |
| 50       | 12       | 13       | 14       | 15       | 16       | 17       | 18       |
| 51       | 19       | 20       | 21       | 22       | 23       | 24       | 25       |
| 52       | 26       | 27       | 28       | 29       | 30       | 31       |          |

| Januar | Januar | Januar | Januar | Januar | Januar | Januar | Januar |
| Kw     | Mo     | Di     | Mi     | Do     | Fr     | Sa     | So     |
| ------ | ------ | ------ | ------ | ------ | ------ | ------ | ------ |
| 53     |        |        |        |        |        | 1      | 2      |
| 1      | 3      | 4      | 5      | 6      | 7      | 8      | 9      |
| 2      | 10     | 11     | 12     | 13     | 14     | 15     | 16     |
| 3      | 17     | 18     | 19     | 20     | 21     | 22     | 23     |
| 4      | 24     | 25     | 26     | 27     | 28     | 29     | 30     |
| 5      | 31     |        |        |        |        |        |        |

| Februar | Februar | Februar | Februar | Februar | Februar | Februar | Februar |
| Kw      | Mo      | Di      | Mi      | Do      | Fr      | Sa      | So      |
| ------- | ------- | ------- | ------- | ------- | ------- | ------- | ------- |
| 5       |         | 1       | 2       | 3       | 4       | 5       | 6       |
| 6       | 7       | 8       | 9       | 10      | 11      | 12      | 13      |
| 7       | 14      | 15      | 16      | 17      | 18      | 19      | 20      |
| 8       | 21      | 22      | 23      | 24      | 25      | 26      | 27      |
| 9       | 28      |         |         |         |         |         |         |

| März | März | März | März | März | März | März | März |
| Kw   | Mo   | Di   | Mi   | Do   | Fr   | Sa   | So   |
| ---- | ---- | ---- | ---- | ---- | ---- | ---- | ---- |
| 9    |      | 1    | 2    | 3    | 4    | 5    | 6    |
| 10   | 7    | 8    | 9    | 10   | 11   | 12   | 13   |
| 11   | 14   | 15   | 16   | 17   | 18   | 19   | 20   |
| 12   | 21   | 22   | 23   | 24   | 25   | 26   | 27   |
| 13   | 28   | 29   | 30   | 31   |      |      |      |

| April | April | April | April | April | April | April | April |
| Kw    | Mo    | Di    | Mi    | Do    | Fr    | Sa    | So    |
| ----- | ----- | ----- | ----- | ----- | ----- | ----- | ----- |
| 13    |       |       |       |       | 1     | 2     | 3     |
| 14    | 4     | 5     | 6     | 7     | 8     | 9     | 10    |
| 15    | 11    | 12    | 13    | 14    | 15    | 16    | 17    |
| 16    | 18    | 19    | 20    | 21    | 22    | 23    | 24    |
| 17    | 25    | 26    | 27    | 28    | 29    | 30    |       |

| Mai | Mai | Mai | Mai | Mai | Mai | Mai | Mai |
| Kw  | Mo  | Di  | Mi  | Do  | Fr  | Sa  | So  |
| --- | --- | --- | --- | --- | --- | --- | --- |
| 17  |     |     |     |     |     |     | 1   |
| 18  | 2   | 3   | 4   | 5   | 6   | 7   | 8   |
| 19  | 9   | 10  | 11  | 12  | 13  | 14  | 15  |
| 20  | 16  | 17  | 18  | 19  | 20  | 21  | 22  |
| 21  | 23  | 24  | 25  | 26  | 27  | 28  | 29  |
| 22  | 30  | 31  |     |     |     |     |     |

| Juni | Juni | Juni | Juni | Juni | Juni | Juni | Juni |
| Kw   | Mo   | Di   | Mi   | Do   | Fr   | Sa   | So   |
| ---- | ---- | ---- | ---- | ---- | ---- | ---- | ---- |
| 22   |      |      | 1    | 2    | 3    | 4    | 5    |
| 23   | 6    | 7    | 8    | 9    | 10   | 11   | 12   |
| 24   | 13   | 14   | 15   | 16   | 17   | 18   | 19   |
| 25   | 20   | 21   | 22   | 23   | 24   | 25   | 26   |
| 26   | 27   | 28   | 29   | 30   |      |      |      |

| Juli | Juli | Juli | Juli | Juli | Juli | Juli | Juli |
| Kw   | Mo   | Di   | Mi   | Do   | Fr   | Sa   | So   |
| ---- | ---- | ---- | ---- | ---- | ---- | ---- | ---- |
| 26   |      |      |      |      | 1    | 2    | 3    |
| 27   | 4    | 5    | 6    | 7    | 8    | 9    | 10   |
| 28   | 11   | 12   | 13   | 14   | 15   | 16   | 17   |
| 29   | 18   | 19   | 20   | 21   | 22   | 23   | 24   |
| 30   | 25   | 26   | 27   | 28   | 29   | 30   | 31   |

| August | August | August | August | August | August | August | August |
| Kw     | Mo     | Di     | Mi     | Do     | Fr     | Sa     | So     |
| ------ | ------ | ------ | ------ | ------ | ------ | ------ | ------ |
| 31     | 1      | 2      | 3      | 4      | 5      | 6      | 7      |
| 32     | 8      | 9      | 10     | 11     | 12     | 13     | 14     |
| 33     | 15     | 16     | 17     | 18     | 19     | 20     | 21     |
| 34     | 22     | 23     | 24     | 25     | 26     | 27     | 28     |
| 35     | 29     | 30     | 31     |        |        |        |        |

| September | September | September | September | September | September | September | September |
| Kw        | Mo        | Di        | Mi        | Do        | Fr        | Sa        | So        |
| --------- | --------- | --------- | --------- | --------- | --------- | --------- | --------- |
| 35        |           |           |           | 1         | 2         | 3         | 4         |
| 36        | 5         | 6         | 7         | 8         | 9         | 10        | 11        |
| 37        | 12        | 13        | 14        | 15        | 16        | 17        | 18        |
| 38        | 19        | 20        | 21        | 22        | 23        | 24        | 25        |
| 39        | 26        | 27        | 28        | 29        | 30        |           |           |

| Oktober | Oktober | Oktober | Oktober | Oktober | Oktober | Oktober | Oktober |
| Kw      | Mo      | Di      | Mi      | Do      | Fr      | Sa      | So      |
| ------- | ------- | ------- | ------- | ------- | ------- | ------- | ------- |
| 39      |         |         |         |         |         | 1       | 2       |
| 40      | 3       | 4       | 5       | 6       | 7       | 8       | 9       |
| 41      | 10      | 11      | 12      | 13      | 14      | 15      | 16      |
| 42      | 17      | 18      | 19      | 20      | 21      | 22      | 23      |
| 43      | 24      | 25      | 26      | 27      | 28      | 29      | 30      |
| 44      | 31      |         |         |         |         |         |         |

| November | November | November | November | November | November | November | November |
| Kw       | Mo       | Di       | Mi       | Do       | Fr       | Sa       | So       |
| -------- | -------- | -------- | -------- | -------- | -------- | -------- | -------- |
| 44       |          | 1        | 2        | 3        | 4        | 5        | 6        |
| 45       | 7        | 8        | 9        | 10       | 11       | 12       | 13       |
| 46       | 14       | 15       | 16       | 17       | 18       | 19       | 20       |
| 47       | 21       | 22       | 23       | 24       | 25       | 26       | 27       |
| 48       | 28       | 29       | 30       |          |          |          |          |

| Dezember | Dezember | Dezember | Dezember | Dezember | Dezember | Dezember | Dezember |
| Kw       | Mo       | Di       | Mi       | Do       | Fr       | Sa       | So       |
| -------- | -------- | -------- | -------- | -------- | -------- | -------- | -------- |
| 48       |          |          |          | 1        | 2        | 3        | 4        |
| 49       | 5        | 6        | 7        | 8        | 9        | 10       | 11       |
| 50       | 12       | 13       | 14       | 15       | 16       | 17       | 18       |
| 51       | 19       | 20       | 21       | 22       | 23       | 24       | 25       |
| 52       | 26       | 27       | 28       | 29       | 30       | 31       |          |

## Ereignisse

### Politik und Weltgeschehen

#### Osmanisches Reich / Balkan

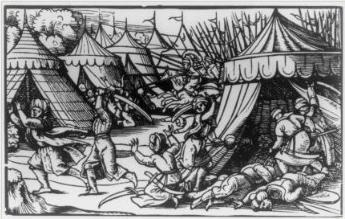
Dhimitër Frëngu: Angriff der Albaner auf ein türkisches Feldlager während der Schlacht von Albulena, Venedig 1539

Die am 2. September geschlagene Schlacht von Albulena zwischen dem christlichen Verteidigungsbündnis der Liga von Lezha unter Führung des albanischen Fürsten Skanderbeg und der osmanischen Invasionsarmee von Sultan Mehmed II. im Norden des heutigen Albaniens endet mit einem Sieg der Liga. Der Sieg stärkt das albanische Selbstbewusstsein im Abwehrkampf nachhaltig. Papst Calixt III. ernennt Skanderbeg einen Tag vor Heiligabend zum Kapitän-General der römischen Kurie und Kapitän-General des Heiligen Stuhls. Für seine besonderen Verdienste in der Verteidigung des Christentums gegen die Osmanen verleiht er ihm zusätzlich den Ehrentitel Athleta Christi.

#### Republik Venedig

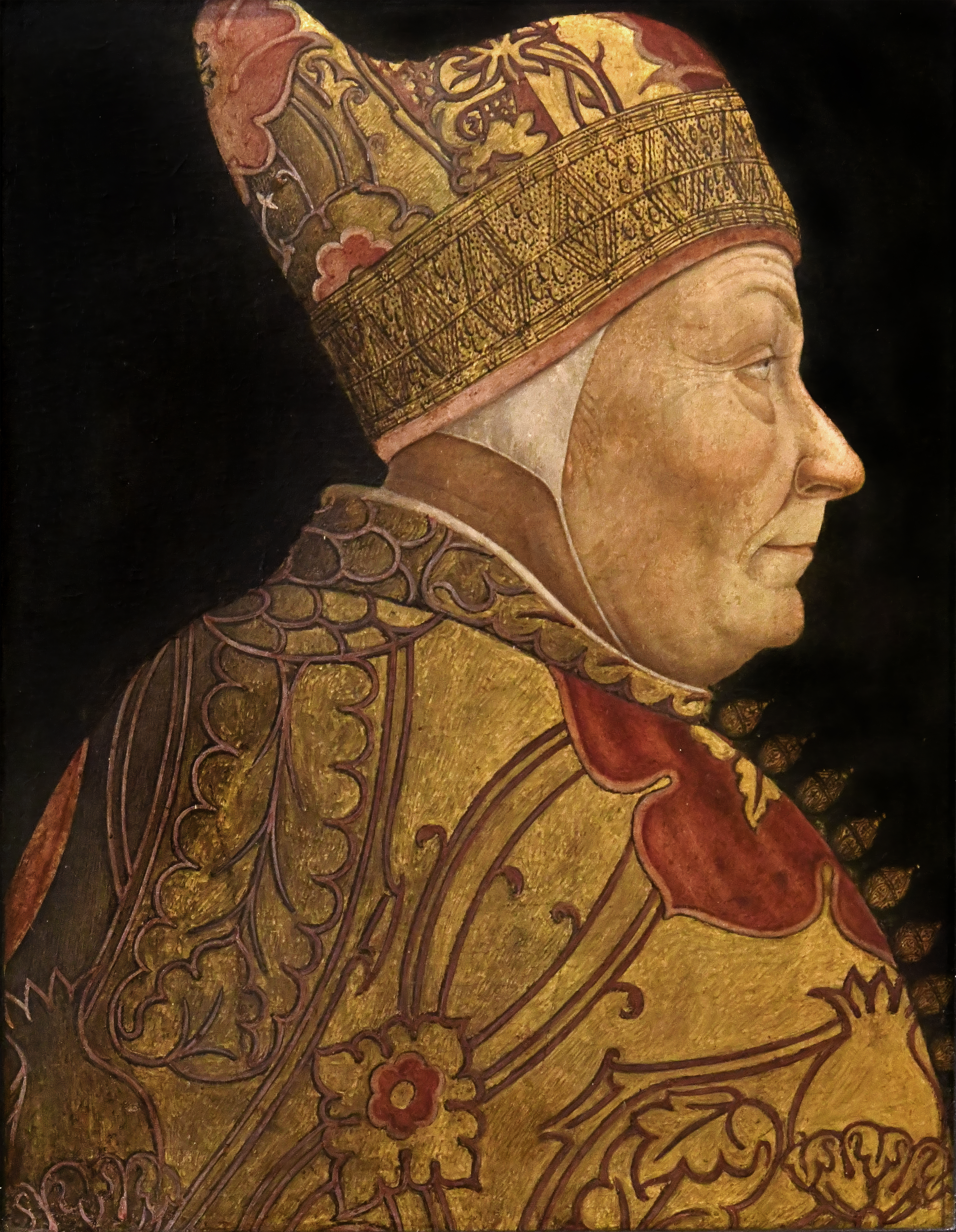
Francesco Foscari

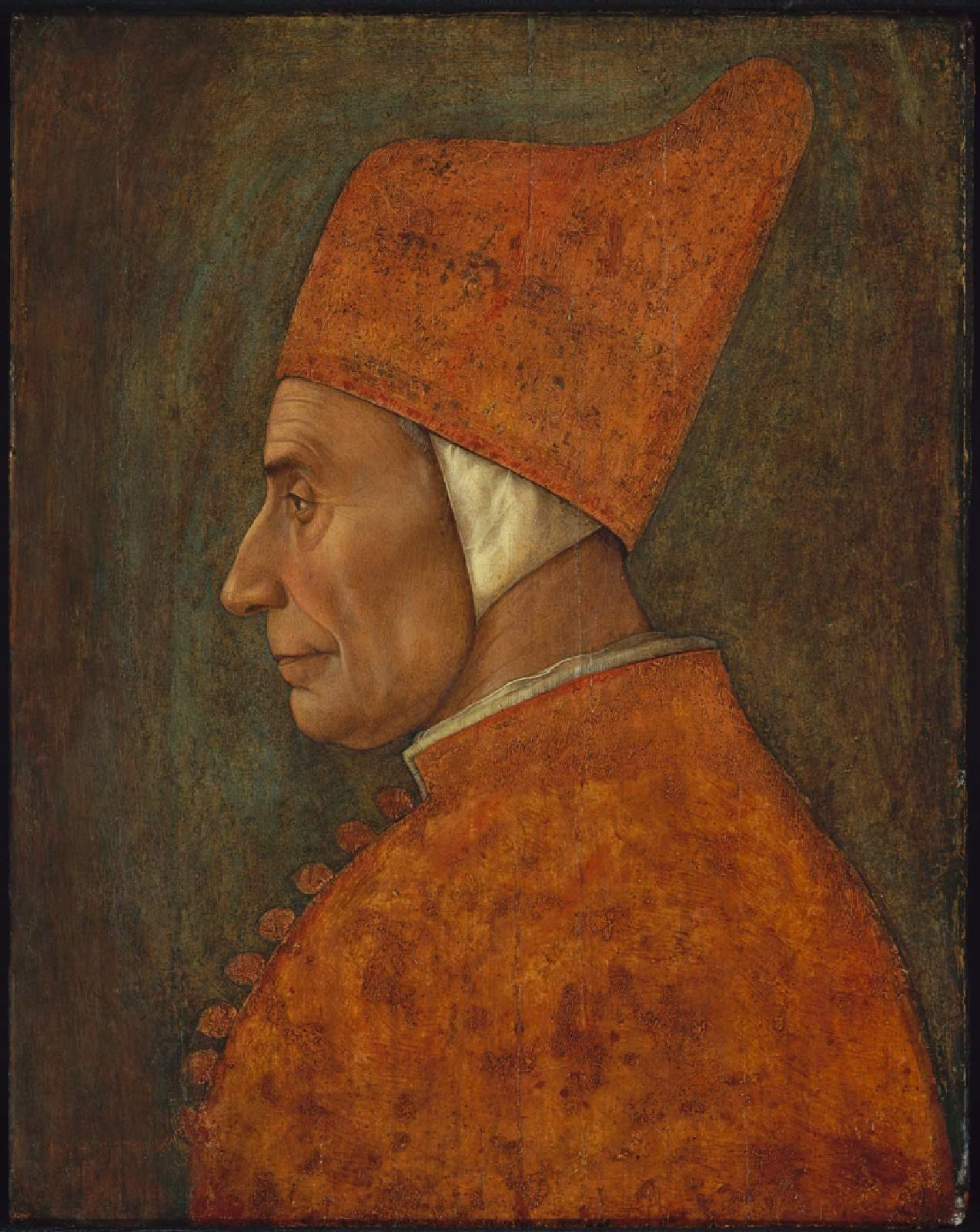
Gentile Bellini: Pasquale Malipiero, ca. 1460

Wegen der hohen Kosten seiner Politik, die sich vor allem aus Kriegskosten zusammensetzen, aber auch aus Kosten für die Baumaßnahmen in der Stadt, wie die Umgestaltung des Dogenpalastes und dem Bau der Festung auf der Insel Vignole zum Schutz des Lido, wird am 23. Oktober der venezianische Doge Francesco Foscari abgesetzt. Sein Nachfolger wird Pasquale Malipiero, der den Namen Friedensfürst erhalten wird. Francesco selbst überlebt diese Demütigung nur wenige Tage. Seine Beerdigung findet mit allen einem Dogen gebührenden Ehren unter außerordentlich großer Anteilnahme der Bevölkerung in der Frari-Kirche statt.

#### Heiliges Römisches Reich
- Juli: Catalano Grimaldi, Herr von Monaco, stirbt. Obwohl er in seinem Testament seine Tochter Claudine Grimaldi zur Alleinerbin eingesetzt hat, übernimmt nach seinem Tod zunächst seine Mutter Pomelline die Herrschaft als Vormund seiner sechsjährigen Tochter. Diese wird mit ihrem 36 Jahre älteren Großonkel Lambert Grimaldi verheiratet, der damit nächster Herr von Monaco wird.
- 23. Oktober: Mit dem Kranenburger Vertrag wird die Münsterische Stiftsfehde, ein Streit um die Besetzung des Bischofstuhls in Münster und damit auch um die Herrschaft im Hochstift Münster zwischen Walram von Moers und Erich von Hoya, nach vierjährigem Kampf beigelegt. Der an den Kämpfen unbeteiligte Johann von Pfalz-Simmern wird Bischof von Münster, Erich von Hoya erhält lebenslang Einkünfte in Höhe der Kölner Dompropstei. Die Stadt Münster verpflichtet sich, den neuen Bischof anzuerkennen, ihn in die Stadt zu lassen und ihm zu huldigen. Auf der anderen Seite sagt der neue Bischof zu, die bisherigen Privilegien der Stadt anzuerkennen. Anfang November zieht der neue Bischof in Münster ein, leistet kurze Zeit später den Amtseid und beschwört die Wahlkapitulation.

#### Asien
- Der chinesische Kaiser Jingtai aus der Ming-Dynastie erkrankt schwer und stirbt am 14. März, möglicherweise ermordet von seinen eigenen Eunuchen. Sein Vorgänger Zhengtong, den er inhaftieren hat lassen, übernimmt den Thron neuerlich, diesmal unter dem Namen Tianshun.
- Das Sultanat von Sulu auf den Philippinen wird gegründet. (Nach manchen Quellen auch früher)

### Wirtschaft
Im Land ob der Enns werden erstmals Schinderlinge geprägt, im Feinsilbergehalt stark verminderte Pfennige, die sich mit der Zeit schwarz verfärben. Das löst die erste offene Inflation im deutschen Raum aus.

### Wissenschaft und Technik

Wappen der Albert-Ludwigs-Universität Freiburg

- 21. September: Erzherzog Albrecht VI. von Österreich gründet in Freiburg mit Zustimmung von Papst Calixt III. die Albert-Ludwigs-Universität Freiburg.

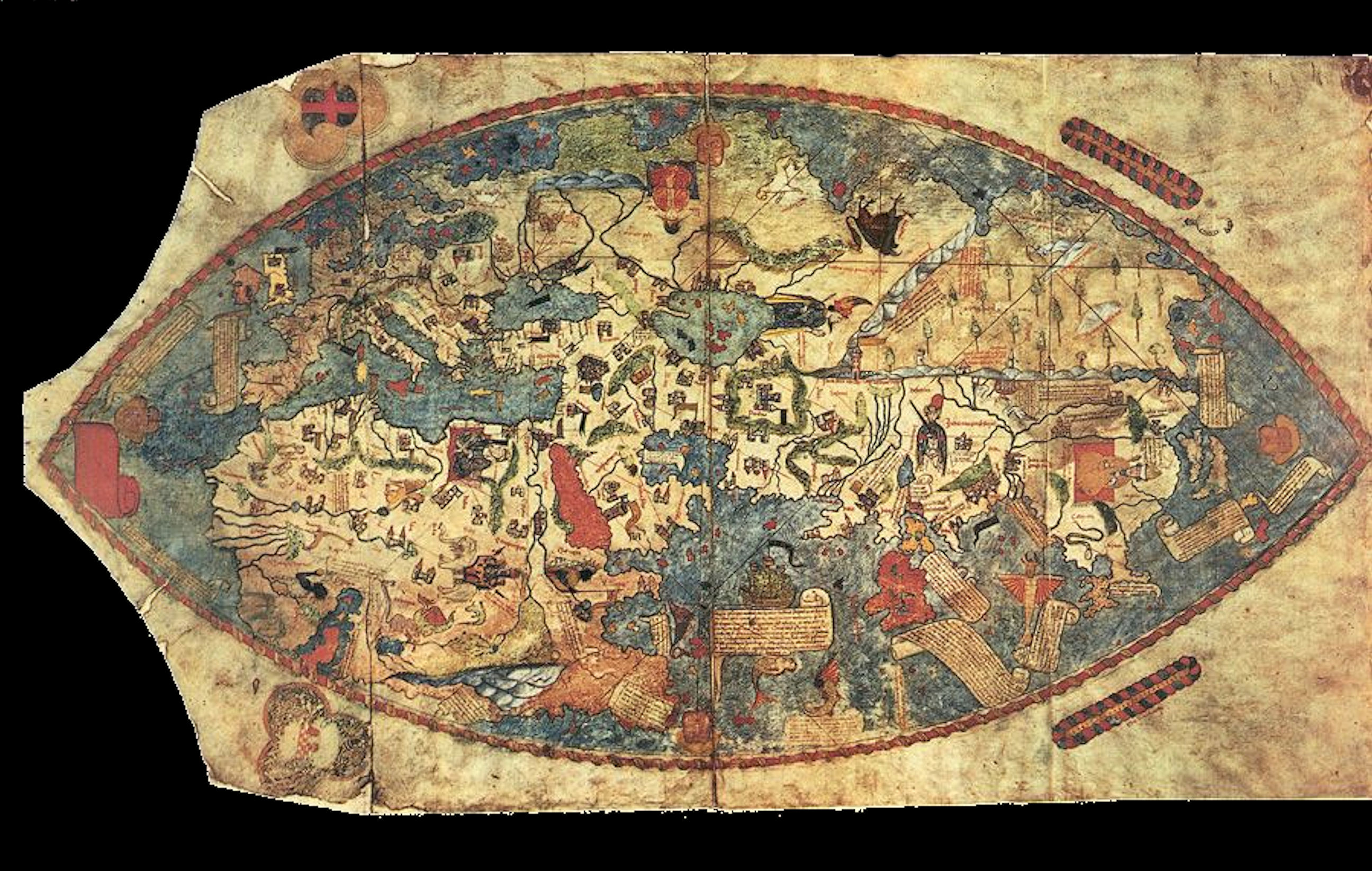
Genuesische Weltkarte

- Die Genuesische Weltkarte wird gezeichnet.

### Kultur und Gesellschaft
- 14. August: Der Mainzer Psalter (Psalterium Moguntinum), die erste datierte Inkunabel der Schriftgeschichte, wird von Peter Schöffer vollendet. Sie dient liturgischen Zwecken.
- Der Henkersteg in Nürnberg wird errichtet.
- um 1457: Donatello vollendet die im Auftrag der Familie Medici geschaffene Skulptur Judith und Holofernes.
- um 1457: Das Buch vom liebentbrannten Herzen entsteht.

### Religion

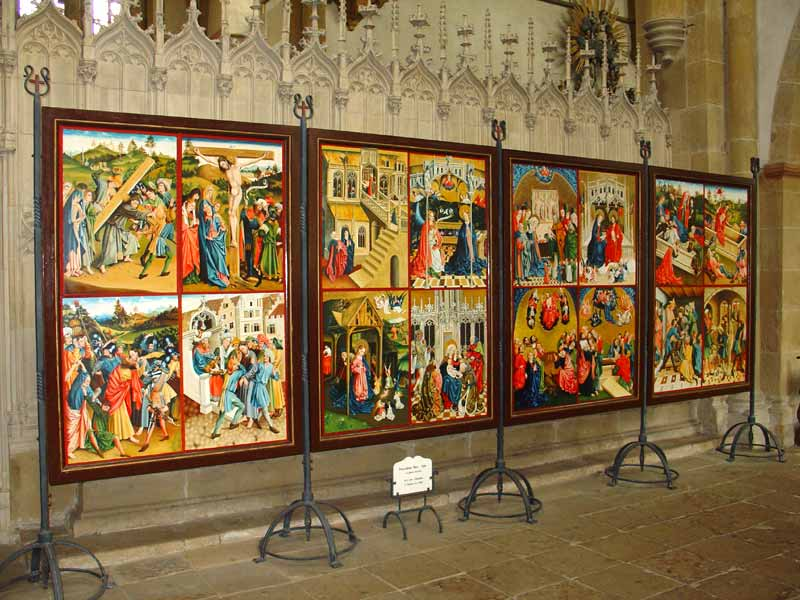
Kopie des Marienfelder Altars von 1457

- 6. Februar: In der Zisterzienserabtei Marienfeld wird der von Johann Koerbecke gestaltete Marienfelder Altar aufgestellt. Er besteht aus insgesamt 16 Bildtafeln, alle in den Maßen 93 × 65 cm, mit acht Szenen aus der Leidensgeschichte Christi und acht aus dem Leben Mariä und Christi.
- 1. März: Die Brüder-Unität in Kunvald wird gegründet.

### Sport
- Golf und Fußball werden vom schottischen Parlament verboten, um die Fertigkeiten des Bogenschießens zu fördern.

## Geboren

### Geburtsdatum gesichert

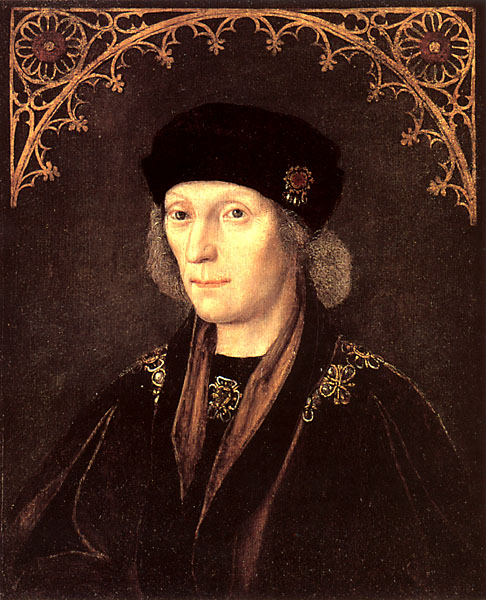
Heinrich VII.

- 28. Januar: Heinrich VII., König von England und Herr von Irland, Begründer der Tudor-Dynastie († 1509)
- 02. Februar: Petrus Martyr von Anghiera, spanischer Geschichtsschreiber und Kartograf († 1526)
- 13. Februar: Maria von Burgund, Herzogin von Burgund aus eigenem Recht, weiters Herzogin von Luxemburg, Brabant, Limburg und Geldern, Markgräfin von Antwerpen, Gräfin von Chariolais, Flandern, Artois, Holland, Seeland, Hennegau und Zutphen sowie Ehefrau Maximilians von Österreich († 1482)
- 20. August: Seongjong, 9. König der Joseon-Dynastie in Korea († 1494)
- 07. September: Stephana Quinzani, italienische Terziarin im Dominikanerinnenorden, Selige der katholischen Kirche († 1530)

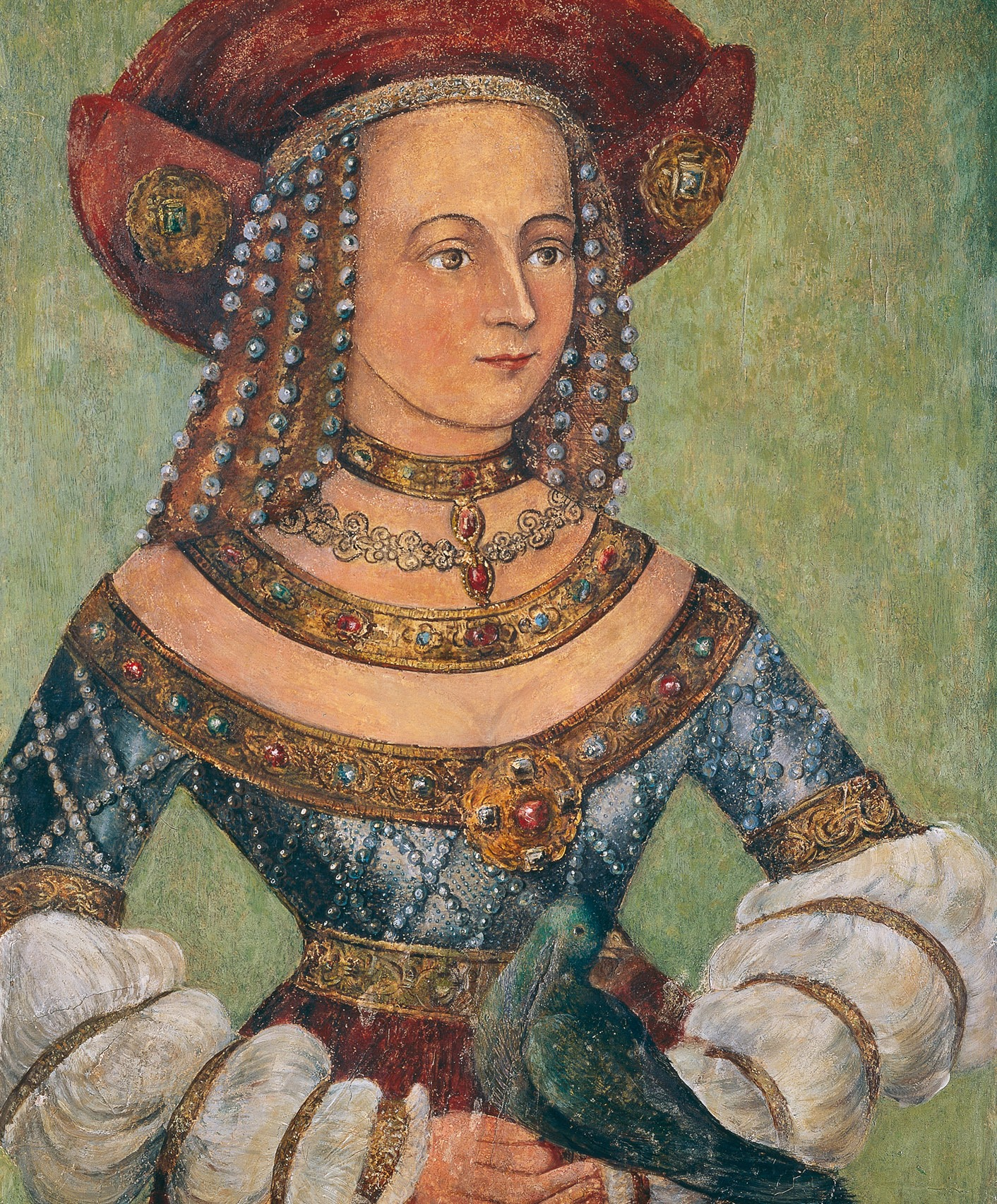
Hedwig Jagiellonica vor ihrer Hochzeit

- 21. September: Hedwig Jagiellonica („Jadwiga“), polnische Prinzessin, Herzogin von Bayern-Landshut († 1502)
- 16. November: Beatrix von Aragón, Königin von Ungarn und Böhmen († 1508)
- 19. Dezember: Marie d’Orléans, Schwester König Ludwigs XII. von Frankreich, Gräfin von Étampes und Vizegräfin von Narbonne († 1493)

### Genaues Geburtsdatum unbekannt
- Johannes Aesticampianus, Theologe und Humanist († 1520)
- Hugo von Hohenlandenberg, Fürstbischof von Konstanz († 1532)
- Diogo Ortiz de Vilhegas, portugiesischer Kosmograph, Theologe und Bischof spanischer Herkunft († 1519)

### Geboren um 1457
- 18. November 1456 oder 1457: Heba von Ostfriesland, Gräfin von Holstein-Pinneberg († nach 1492)
- Jean Bourdichon, französischer Maler und Illuminator von Handschriften († 1521)
- 1457/58: Alexander Agricola, franko-flämischer Komponist, Sänger und Organist († 1506)

## Gestorben

### Erstes Halbjahr
- 25. Januar: Heinrich IV. von Rosenberg aus dem Haus der Rosenberger, Oberhauptmann in Schlesien (* 1427)
- 12. März: Jacques Juvénal des Ursins, Erzbischof von Reims und Administrator von Poitiers (* 1410)
- 14. März: Jingtai, chinesischer Kaiser der Ming-Dynastie (* 1428)

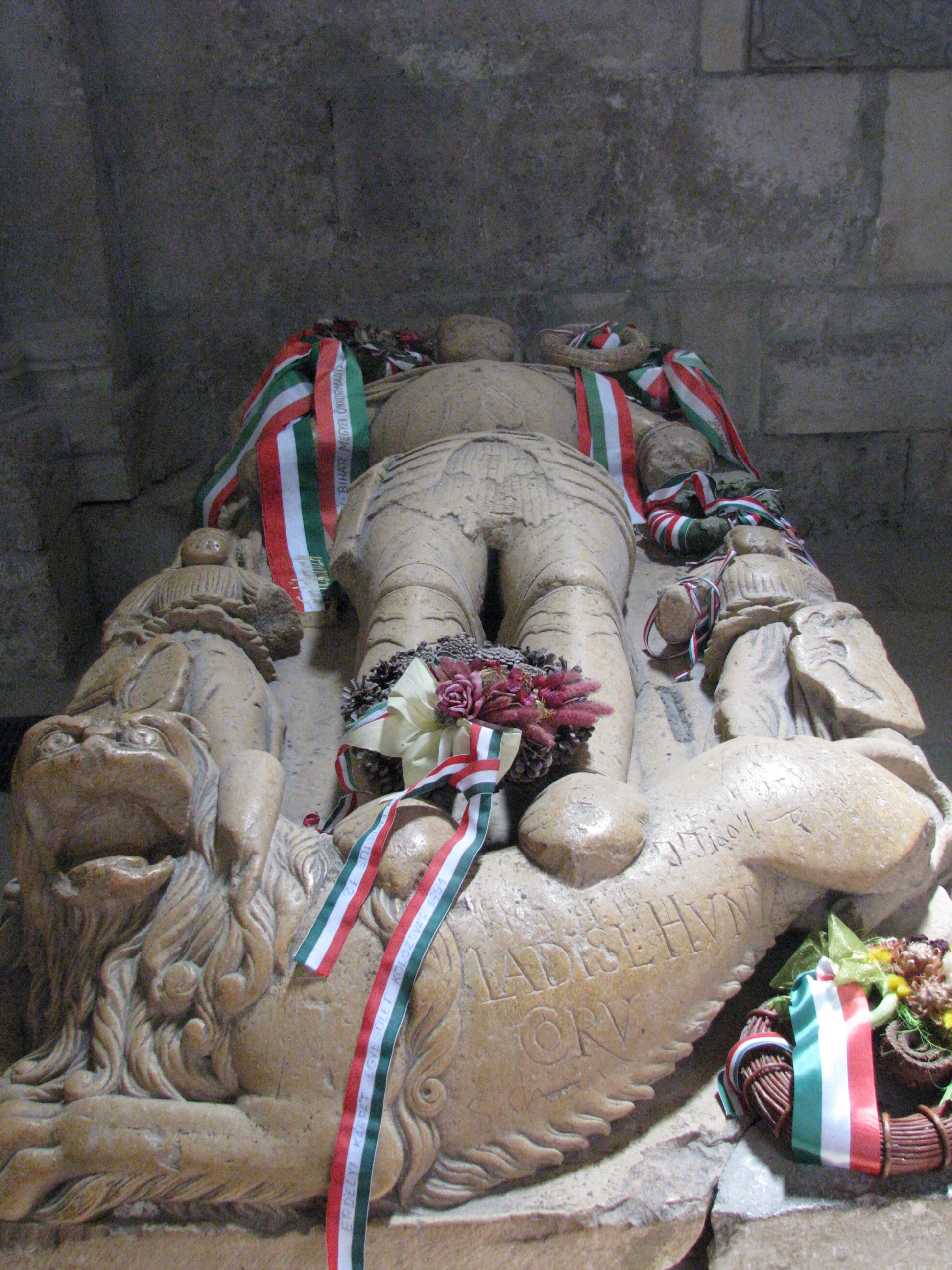
Grab Ladislaus Hunyadis in der katholischen Kathedrale in Alba Iulia

- 16. März: Ladislaus Hunyadi, ungarischer Politiker (* 1433)
- 17. April: Wartislaw IX., Herrscher von Pommern-Wolgast (* 1400)
- 27. April: Johann Bere, Ratsherr der Hansestadt Lübeck
- 24. oder 25. Mai: Basinio Basini, italienischer Dichter (* 1425)
- 29. Mai: Johann Schleeter, Weihbischof in Köln
- 10. Juni: Franz Kuhschmalz, Bischof in Breslau und Fürstbischof von Ermland

### Zweites Halbjahr
- 29. Juli: Francesco Pesellino, Florentiner Maler (* um 1422)
- 31. Juli: Bohuslaus von Zwole, Bischof von Olmütz
- 000Juli: Catalano Grimaldi, Herr von Monaco (* 1415)
- 01. August: Gauhar-Schad, persische Adelige und erste Frau von Schah-Rukh, dem Timuridenherrscher von Herat (* um 1378)
- 01. August: Lorenzo Valla, italienischer Humanist und Kanoniker (* 1405 oder 1407)
- 19. August: Andrea del Castagno, italienischer Maler (* um 1418)
- 14. September: Margarethe von Pfalz-Mosbach, Gräfin von Hanau (* 1432)
- 22. September: Peter II., Herzog der Bretagne und Graf von Montfort-l'Amaury (* 1418)
- 30. September: Bruno Warendorp, Ratsherr und Bürgermeister der Hansestadt Lübeck
- 07. Oktober: Johann von Coimbra, portugiesischer Adeliger (* um 1431)
- 24. Oktober: Margarete von Baden, Kurfürstin von Brandenburg (* 1431)

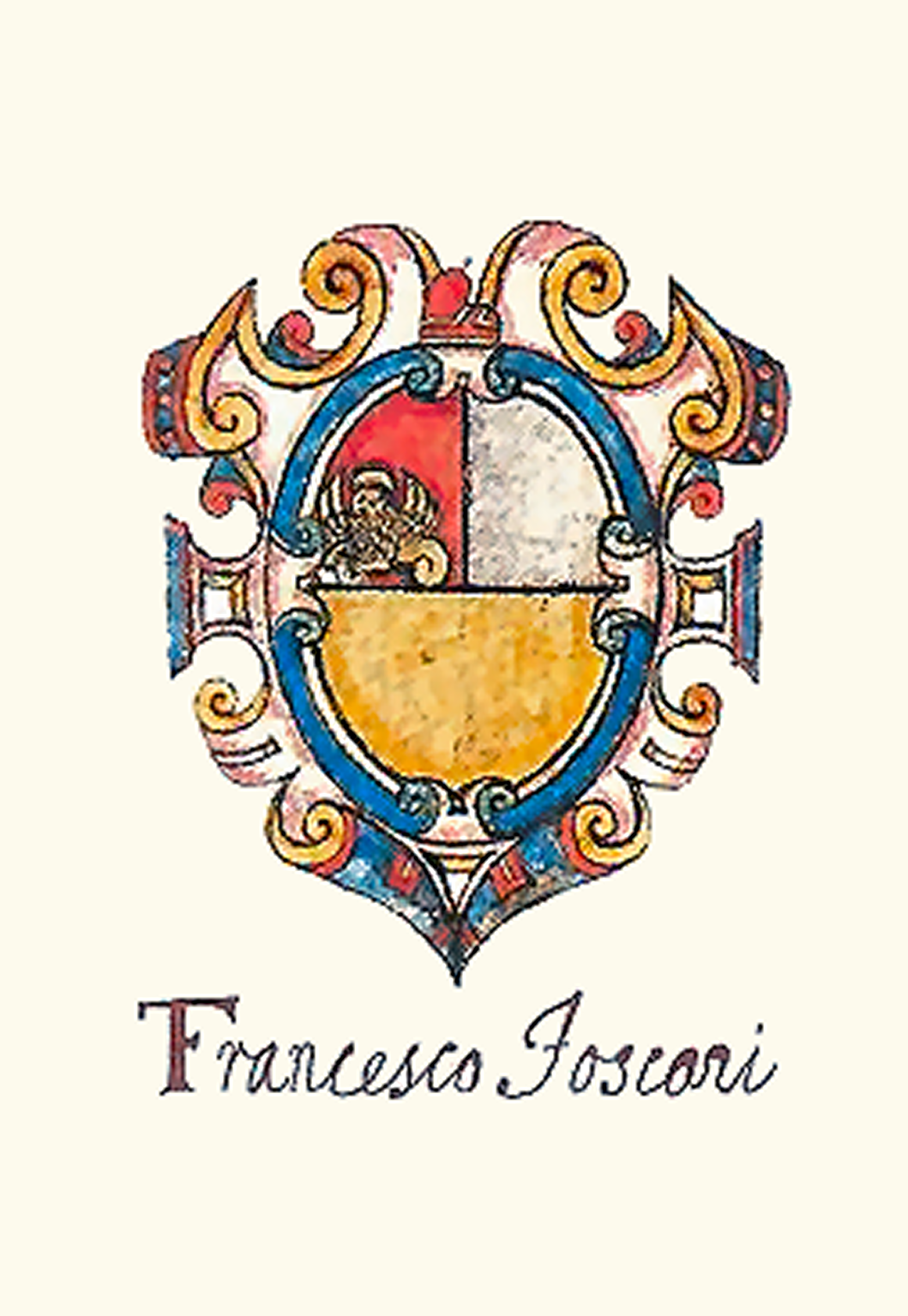
Wappen Francesco Foscaris

- 01. November: Francesco Foscari, 65. Doge von Venedig (* 1373)
- 03. November: Ludwig II., Graf von Württemberg-Urach (* 1439)
- 07. November: Danjong, 6. König der Joseon-Dynastie in Korea (* 1441)
- 23. November: Ladislaus Postumus, König von Böhmen und als Ladislaus V. König von Ungarn, Herzog von Österreich (* 1440)

### Genaues Todesdatum unbekannt
- Bernhard Berlin, Bürgermeister Heilbronns
- Bartolomeo Facio, italienischer Humanist und Astrologe (* 1400)
- Andreas Fugger, deutscher Kaufmann und Stammvater der Fugger vom Reh (* 1394)